# The Independent
The Independent es un periódico británico publicado por Independent Print Limited, de Aleksandr Lébedev. Tiene el apodo de «the Indie», mientras que la edición de los domingos es apodada «the Sindie». Lanzado en 1986, es el más joven de todos los periódicos de tirada nacional del Reino Unido, con una circulación de alrededor de 250.000 ejemplares en 2004. Mientras que el periódico intenta genuinamente representar y contrastar las opiniones políticas del país, recientemente ha promovido campañas de reforma electoral y medioambientales, así como contra los carnés de identidad británicos. Probablemente, la política del periódico se acerca a la del Partido Liberal Demócrata, y su editorial es por ello considerada europeísta. The Independent fue galardonado con el National Newspaper of the Year en the British Press Awards 2004.
Fue producido por Newspaper Publishing Ltd. y creado por Andreas Whittam Smith, Stephen Glover y Matthew Symonds. Los tres eran antiguos periodistas de The Daily Telegraph que habían huido del régimen de Lord Hartwell. Marcus Sieff fue nombrado el primer director de Newspaper Publishing y Whittam Smith tomó el control del periódico.
El 12 de febrero de 2016 anunció que a partir de marzo, junto con su edición dominical, dejará de tener una edición impresa y se producirá solamente en formato digital.

## Publicaciones relacionadas

### The Independent on Sunday
The Independent on Sunday (IoS) era el periódico hermano dominical de The Independent. Dejó de existir en 2016, publicándose la última edición el 20 de marzo; el diario dejó de publicarse seis días después.

### i
En octubre de 2010, se lanzó i, un periódico hermano compacto. El i es un periódico separado pero utiliza parte del mismo material. Más tarde se vendió a la compañía de periódicos regionales Johnston Press, convirtiéndose en el periódico nacional insignia de esa editorial. La presencia en línea de i, i100, fue rediseñada como indy100 y retenida por Independent News & Media.

### Indy100
El sitio de noticias en línea indy100 fue anunciado por The Independent en febrero de 2016, para ser escrito por periodistas pero con historias seleccionadas por 'votos a favor' de los lectores. «Debido a que indy100 es de The Independent, aún pueden confiar en que tomaremos nuestros hechos muy en serio (incluso los divertidos). Algunas de las historias se habrán inspirado en el brillante trabajo de The Independent. La mayoría serán del equipo crack de periodistas de indy100».

### The (RED) Independent
The Independent apoyó la marca Product RED del cantante de U2, Bono, mediante la creación de The (RED) Independent, una edición ocasional que donó la mitad de las ganancias del día a la organización benéfica. La primera edición fue en mayo de 2006. Editado por Bono, atrajo altas ventas.
Una edición de septiembre de 2006 de The (RED) Independent, diseñada por el diseñador de moda Giorgio Armani, generó controversia debido a su foto de portada, que mostraba a la modelo Kate Moss con blackface para un artículo sobre el sida en África.